# مايك كاستر
مايك كاستر (بالإنجليزية: Mike Custer)‏ هو مدرب كرة قدم ولاعب كرة قدم أمريكي، ولد في 18 أغسطس 1956 في أوفرلاند بارك في الولايات المتحدة، وتوفي في 18 مايو 2008 في تكساس في الولايات المتحدة. لعب مع ممفيس أمريكانز ‏.